# Bryony Page
Bryony Kate Frances Page (Crewe, 10 de diciembre de 1990) es una bióloga y deportista británica que compite en gimnasia en la modalidad de trampolín.
Participó en tres Juegos Olímpicos de Verano, obteniendo tres medallas, oro en París 2024, plata en Río de Janeiro 2016 y bronce en Tokio 2020, en la prueba individual.
Ganó once medallas en el Campeonato Mundial de Gimnasia en Trampolín entre los años 2013 y 2023, y seis medallas en el Campeonato Europeo de Gimnasia en Trampolín entre los años 2014 y 2024.
Se graduó en 2015 en Biología por la Universidad de Sheffield.

## Palmarés internacional
| Juegos Olímpicos   | Juegos Olímpicos         | Juegos Olímpicos  | Juegos Olímpicos |
| Año                | Lugar                    | Medalla           | Prueba           |
| ------------------ | ------------------------ | ----------------- | ---------------- |
| 2016               | Río de Janeiro (Brasil)  | Medalla de plata  | Individual       |
| 2020               | Tokio (Japón)            | Medalla de bronce | Individual       |
| 2024               | París (Francia)          | Medalla de oro    | Individual       |
| Campeonato Mundial |                          |                   |                  |
| Año                | Lugar                    | Medalla           | Prueba           |
| 2011               | Birmingham (Reino Unido) | Medalla de plata  | Equipo           |
| 2013               | Sofía (Bulgaria)         | Medalla de oro    | Equipo           |
| 2019               | Tokio (Japón)            | Medalla de plata  | Equipo           |
| 2021               | Bakú (Azerbaiyán)        | Medalla de oro    | Individual       |
| 2021               | Bakú (Azerbaiyán)        | Medalla de bronce | Equipo mixto     |
| 2022               | Sofía (Bulgaria)         | Medalla de oro    | Equipo mixto     |
| 2022               | Sofía (Bulgaria)         | Medalla de plata  | Individual       |
| 2022               | Sofía (Bulgaria)         | Medalla de plata  | Equipo           |
| 2023               | Birmingham (Reino Unido) | Medalla de oro    | Individual       |
| 2023               | Birmingham (Reino Unido) | Medalla de bronce | Sincronizado     |
| 2023               | Birmingham (Reino Unido) | Medalla de bronce | Equipo mixto     |
| Campeonato Europeo |                          |                   |                  |
| Año                | Lugar                    | Medalla           | Prueba           |
| 2014               | Guimarães (Portugal)     | Medalla de oro    | Equipo           |
| 2016               | Valladolid (España)      | Medalla de oro    | Equipo           |
| 2022               | Rímini (Italia)          | Medalla de oro    | Individual       |
| 2022               | Rímini (Italia)          | Medalla de oro    | Sincronizado     |
| 2024               | Guimarães (Portugal)     | Medalla de oro    | Individual       |
| 2024               | Guimarães (Portugal)     | Medalla de oro    | Sincronizado     |